# Blue Tomato
Blue Tomato är den svenska gruppen The Creeps tredje album, utgivet 1990. Det blev gruppens mest framgångsrika och toppade den svenska albumlistan under två veckor. "Ooh - I Like It!" blev en hitlåt, med en tiondeplats som bästa placering på den svenska singellistan.

## Låtlista
Alla låtar är skrivna och komponerade av Robert Jelinek om inget annat anges. 
| Nr           | Titel                    | Kompositör       | Längd |
| ------------ | ------------------------ | ---------------- | ----- |
| 1.           | Intro                    |                  | 0:56  |
| 2.           | Right Back on Track      |                  | 3:33  |
| 3.           | Sharpshooter             |                  | 4:15  |
| 4.           | Won't Be Losing You      |                  | 3:31  |
| 5.           | She's My Girl            |                  | 4:01  |
| 6.           | Up the Top               |                  | 3:17  |
| 7.           | Ooh - I Like It!         |                  | 3:01  |
| 8.           | Get a Little Lovin       |                  | 3:39  |
| 9.           | SMASH!                   |                  | 3:24  |
| 10.          | I'm Gone                 | Hans Ingemansson | 3:42  |
| 11.          | I'd Better Start Running |                  | 2:55  |
| 12.          | Way Cool                 |                  | 4:48  |
| Total längd: | Total längd:             | Total längd:     | 41:02 |